# The Shard
The Shard, (Shard London Bridge) är en skyskrapa i London, Storbritannien. Med höjden 310 meter är huset Storbritanniens högsta och en av Europas högsta byggnader. Byggnaden ritades av Renzo Piano och invigdes i juli 2012.

## Konstruktion
Skyskrapan finns i stadsdelen Southwark vid Themsens södra strandlinje, bredvid järnvägsstationen London Bridge. På platsen stod tidigare byggnaden Southwark Towers, vilken var färdig 1976 och 100 meter och 26 våningar hög. Denna byggnad började rivas i september 2007 och i januari 2009 kunde Shard London Bridge börja byggas.
Shard London Bridge är, med en höjd av 310 meter och 72 våningar, plus ytterligare 15 radiatorvåningar, Storbritanniens högsta byggnad och en av Europas högsta. 2003 fick Sellar Property Group rätt att bygga skyskrapan. 
Det var först utannonserat att Shard London Bridge skulle bli Europas högsta byggnad och bli högre än den dåvarande innehavaren av rekordet, den 259 meter höga Commerzbank Tower i Frankfurt. Commerzbank Tower har sedan dess blivit slagen i höjd av både Triumfpalatset, Naberezjnajatornet och Moskvatornet i Moskva, som dock alla är lägre än Shard London Bridge. Emellertid startades byggandet av Mercury City Tower i Moskva, som i november 2012 nådde sin slutliga höjd på 338,8 meter.
Skyskrapans arkitekt Renzo Piano har jämfört sin design med en glasskärva, därav smeknamnet Shard of Glass. Den konformade byggnaden täcks utvändigt av 11 000 glaspaneler. Byggnaden kommer innehålla shoppingcenter (våning 0–3), kontor (våning 4–28), hotell (våning 34–52), bostäder (53–64) samt utsiktsplatser på 121 meter och 244 meters höjd. Hissarna färdas med en hastighet av 6 meter per sekund.